# آنکاسی (آرکیپا)
آنکاسی (به اسپانیایی: Ancasi) یک کوه در پرو است که در Peru, Arequipa Region واقع شده‌است. آنکاسی ۵٬۰۰۰ متر بالاتر از سطح دریا واقع شده‌است.